# Побачај у Србији
Право на побачај у медицинским установама Србије имају само труднице, у складу са Законом о поступку прекида трудноће у здравственој установи Р. Србије. Ово право могу остварити самостално на основу писмена изјаве труднице старије од 16 година, и лица млађа од 16 година и лица потпуно лишеног пословне способности, тек по прибављању писмене сагласности родитеља, односно стараоца (или у случају њихове спречености од надлежног органа старатељства). Без обзира на законско право прекид трудноће не могу извршити труднице када се утврди да би се њиме теже нарушило здравље или угрозио њен живот.
Право на побачај или на абортус данас спада у репродуктивна права и слобода...а она спадају у другу генерацију људских права (оних за чију реализацију и остваривање је дужна држава да обезбеди одговарајуће услове, у овом случају кроз мере и активности популационе политике), и обухватају права и слободе појединаца у сфери људске репродукције које пружају могућност људског бића да схвати своје жеље и намере у вези са потомством. 

## Историја
Историја побачаја у Србији има дугу традицији и засниала се на  лечењу разним биљем, па су се жене често уздале у  чишћење биљем“, нпр. биљком трудбеник (цитутоксин,  једном од најопаснијих домаћих отровних биљака, која и у малим количинама унесеног биљног материјала доводе до фаталних интоксикација. Први симптоми тровања јављају се врло брзо, само 15-30 минута након узимања. Стопа морталитета је сходно томе висока (око 30%)), за коју у народу постоји веровање да има „абортивни ефекат“ код трудница.  Осим што су пили чај од трудбеника, који је на путу до желуца деловао штетно на поједине органе, пре него што би преко крви успео да убијеи плод, наше баке су убацивале и суву грану ове биљке, која је имале улогу неке врсте кирете којом се плод механички уклањао стругањем.
Као претеча инструменталног абортуса, какав данас постоји, жене на простору данашње Србије су стављале  у вагину пијавице, љуте папричице или се лечиле комадом кости, вретеном за пређу вуне, ћурећимн пером или иглом за плетење.  Све ове методе које су користиле вековима жене Србији биле су веома слично методама које су примењиване широм света.
Према сачуваним подацимна из средином деветнаестог века, 1851. године, постоји судски записник о абортусу извесне удовице Кате из града Београда у коме се наводи да је то „злочиначки абортус” и да су учествовале у томе њена  мајка, сестре и тетка.
Почев од средине 19. века, да су побачаји у Србији вршени и у здравственим установама говоре следећи сачувани записи:
- писмо лекару да ослободи плода Јовану Давидовић, љубавну усвојеницу Ђорђа Новаковића, и да јој препише неке „отровне траве“ које би изазвале абортус.

- болничке рачунии из болница у Београду на име побачаја из 1858. године.

Почев од 1929. године у Србији је почела примена закона који се на неки начин бавио побачајем – и који је дозвољавао да се он врши искључиво „из медицинских разлога”.
Након Другог светског рата  легализација побачаја 1952. године уведана је из два разлога:
- Првог, који је био покушај комунистичког руководства да сузбије њихову нелегалну употребу и на тај начин смањи стопу оболевања и морталитета услед непрофесионално изведених илегалних абортуса у неадекватним хигијенским условима.

- Другог,  мотивисан идеологијом везаном за програм еманципације жене, у оквиру кога су репродуктивна права жена била  саставни део тог програма. Иако је комунистички режим инсистирао на еманципацији и равноправности жена, када је побачај званично легализован 1952. године, равноправност није испоштована, јер је побачај  била једина медицинска процедура у СФРЈ која је наплаћивана.[4]

У складу са овим, али и принципом слободног родитељства, Закон о абортусу је постепено либерализован између 1950-их и 1970-их година, да би на крају тог периода био потпуно либерализован и постао доступан код захтев жена формално током првих десет, а у пракси током првих дванаест недеља трудноће.
У том раздобљу Југославија је била једна од само три земље у свету које су 1974. године савезним уставом унеле репродуктивна права, а потом је ово право уведено у уставе свих република. Крајем 1970-их, са успоном феминистичког покрета у Југославији, идеја о абортусу као суштинском репродуктивном праву жене додатно је ојачана.
У Србији је и данас је  доминира модел у којем се брачни парови најчешће ослањају на бихејвиоралне методе контроле рађања које релативно често доводе до непланираних и/или нежељених трудноћа које завршавају побачајем, па је број побачаја у Србији је и даље висок, али поуздан и тачан. подаци о њиховом броју и стопама ни данас нема.

## Епидемиологија побачаја у Србији
Да је побачај у Србији с почетка 21. века не само захтевао велику пажњу стручне јавности Србије, и доношење одређених норматива у овој области, утицала је следећа неприхватљива статистика.
- да једна од 20 девојака у Србији обави побачај пре навршене 18. године живота
- да око 6.000 абортуса годишње у Србији изврше девојке између 16 и 18 година живота
- да више од 500 жена дневно у Србији прекине нежељену трудноћу
- да се сваке године за намерни прекид трудноће одлучи између 150.000 и 200.000 жена
- да је Србија по броју абортуса на првом месту у Европи.

## Предуслови за доношење закона о побачају
Имајући у виду да се сваке године изврши 42 милиона прекида трудноће или побачаја, а да се скоро половина или 20 милиона сматра небезбедним јер су извршени од стране нестручних лица и/или у неадекватним условима, Светска здравствена организација и европска пракса указују на чињеницу да је побачај пре свега, хируршка операција о којој одлучујућу реч има жена будући да се ради о њеном телу и здрављу, и која, уколико није на адекватан начин регулисана и примењива у пракси, има дискриминаторан ефекат, што је данас недопустиво.
Имајући у виду да је побачај велики проблем јавног здравља и велико питање људских права, и да има потпуно неприхватљиву статистику тежину, надлежна министарства Републике Србије донела су законске прописе по којима је побачај у медицинским установама дозвољен, безбедан и доступан као последња опција када до нежељене трудноће већ дође, како би за жену побачај био у најмањој могућој мери трауматичан у смислу безбедности процедура и медицинских услова.
Доношењем Закон о поступку прекида трудноће у здравственој установи, законодавство Републике Србије по питању прекида трудноће сврстано је у ред земаља које не одступају значајно од прописа чланица Европске уније, и донекле је у складу са европским стандардима. Свакако да је реформа овог дела законодавства, и праксе, још један корак ка прихватању и остварењу европских вредности којима Србија све више тежи.

## Временски рокови за извршење
Прекид трудноће може се извршити:
До навршене десете недеље трудноће — на основу сагласности лекара специјалисте акушерства и гинекологије здравствене установе;
Од навршене десете недеље трудноће до навршене двадесете недеље трудноће – на основу мишљења конзилијума лекара одговарајуће здравствене установе;
После навршене двадесете недеље трудноће – изузетно, на основу мишљења етичког одбора здравствене установе.
После навршене 10 недеље трудноће побачај се може извршти у следећим случајевима:
- када се на основу научно-медицинских сазнања може очекивати да ће се дете родити са тешким телесним или душевним недостацима;
- када се на основу медицинских индикација утврди да се на други начин не може спасити живот или отклонити тешко нарушавање здравља жене;
- када је до зачећа дошло извршењем кривичног дела (обљуба над немоћним лицем, обљуба над малолетним лицем, обљуба злоупотребом положаја, силовање, завођење и родоскрнављење).

## Место извршења
- До навршене двадесете недеље трудноће — прекид трудноће обавља се у здравственој установи која има болничку службу из гинекологије и акушерства, операциону салу и службу трансфузије крви.
- После навршене двадесете недеље трудноће — прекид трудноће обавља се у: клиници, институту, клиничко-болничком центру или клиничком центру.
- До навршене десете недеље трудноће — прекид трудноће може се обавити и у дому здравља, лекарској ординацији специјалисте из гинекологије и акушерства, који имају обезбеђену здравствену заштиту жена и хитну медицинску помоћ.

## Услови извршења
Прекид трудноће под анестезијом обавља се у здравственој установи, односно лекарској ординацији специјалисте из гинекологије и акушерства која у свом саставу има и специјалисту анестезиологије са реаниматологијом, након испуњености услова за обављање прекида трудноће утврђеног од министарства надлежног за послове здравља у влади Србије.

## Трошкови
Побачај у медицинским установама Србије, осим ако се обавља из медицински разлог, се плаћа. У државним институцијама трошкови побачаја износе око 150 евра, а у приватним ординацијама и клиникама цена је и до 300 евра.